# Saison 2017 de l'équipe cycliste Roompot-Nederlandse Loterij
La saison 2017 de l'équipe cycliste Roompot-Nederlandse Loterij est la troisième de cette équipe.

## Préparation de la saison 2017

### Sponsors et financement de l'équipe
L'équipe porte le nom de ses deux principaux sponsor, l'entreprise Roompot (nl), propriétaire et exploitant de parcs de vacances et de campings, et la loterie nationale néerlandaise (nl). Toutes deux sont engagées avec l'équipe jusqu'en 2018.

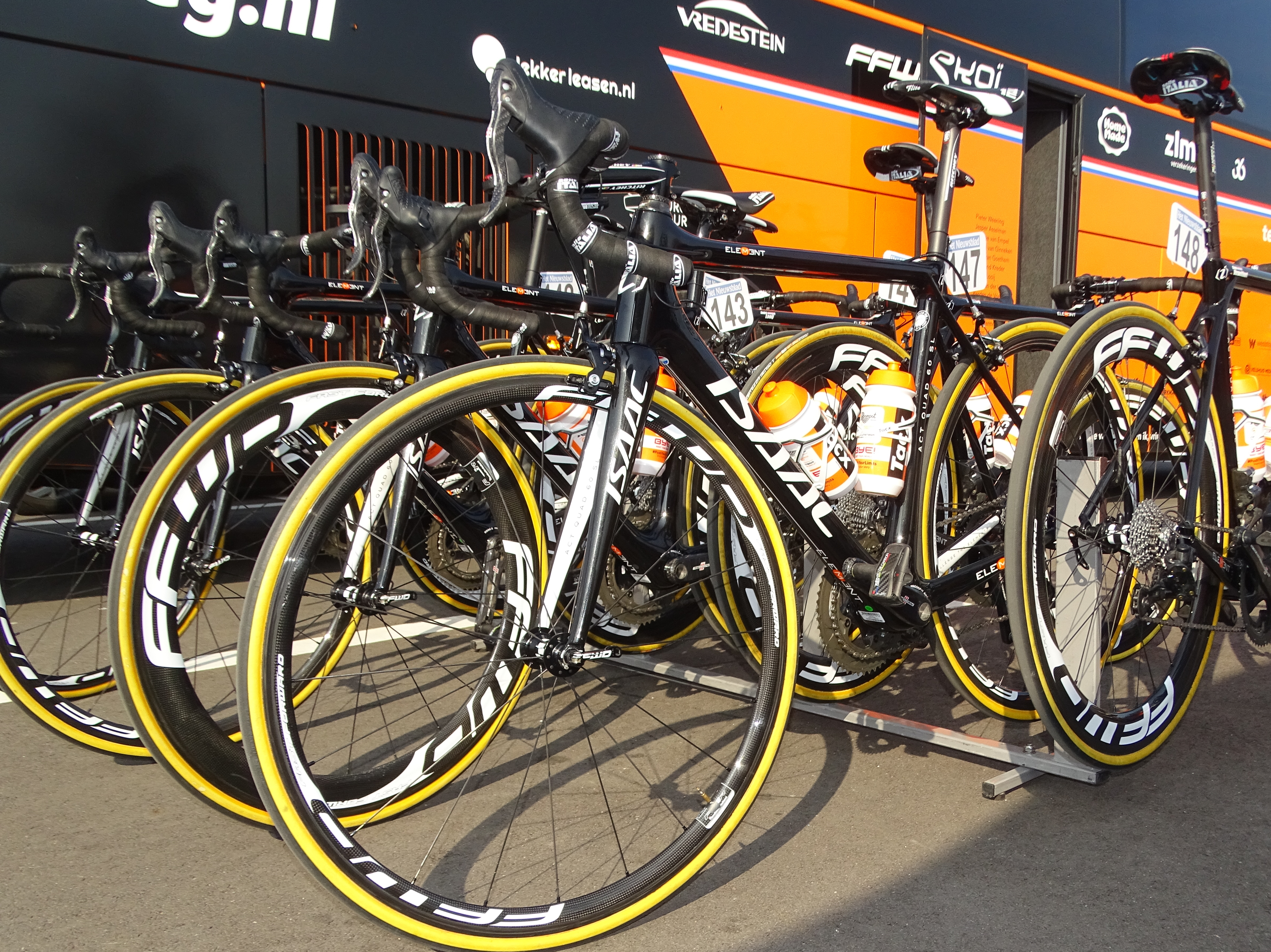
Vélos de l'équipe lors des Trois Jours de La Panne.
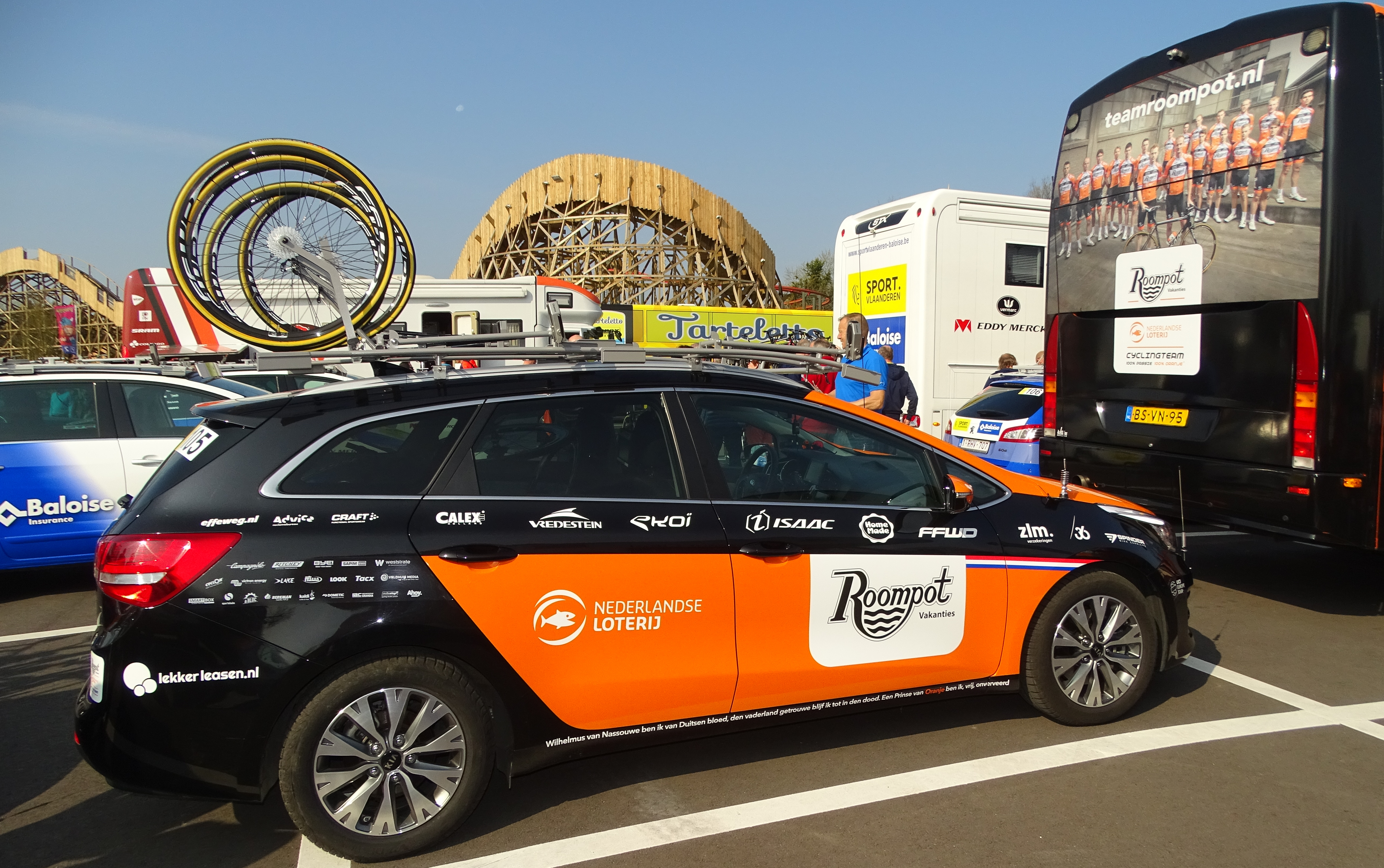
Véhicule de l'équipe lors des Trois Jours de La Panne.
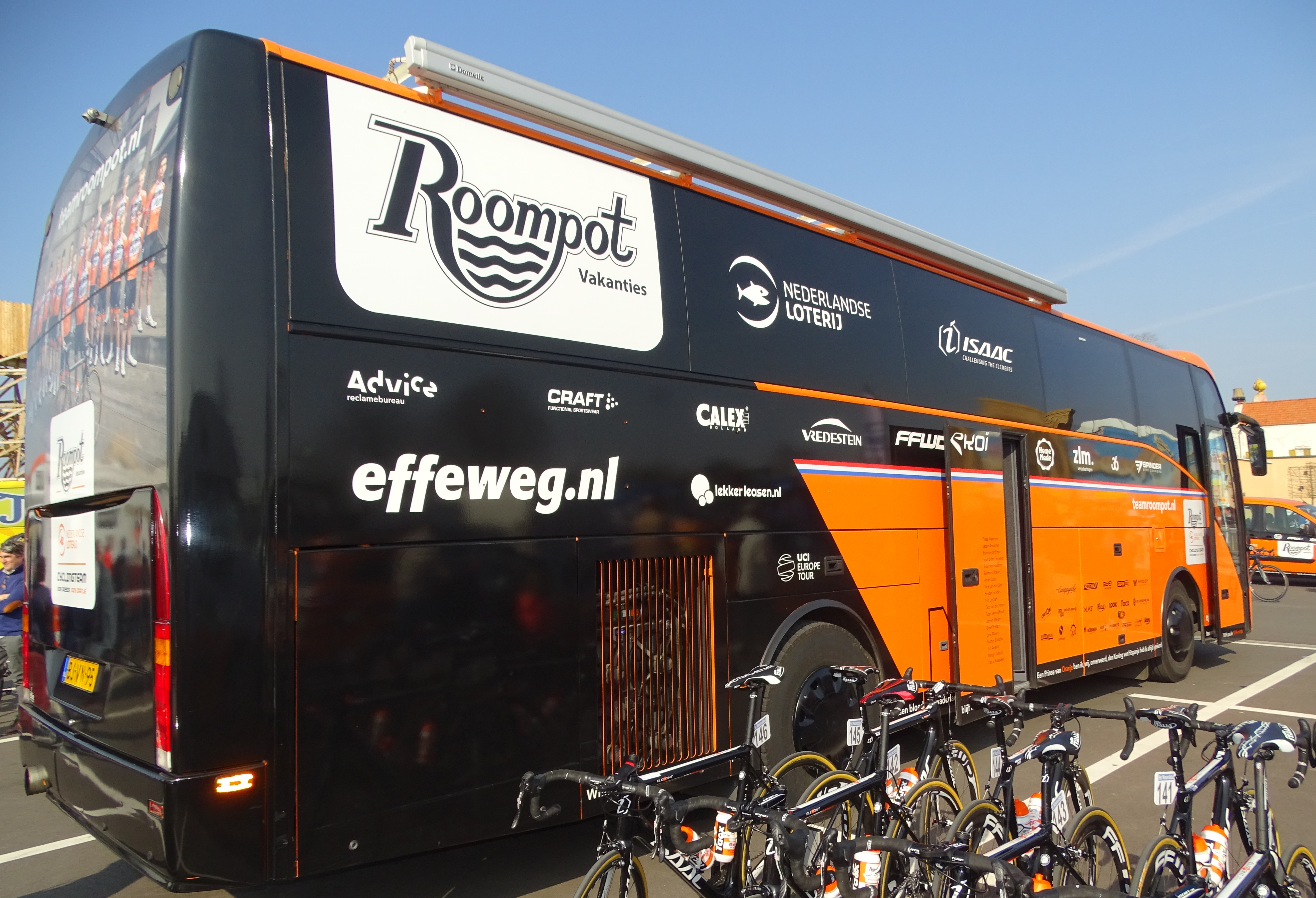
Bus de l'équipe lors des Trois Jours de La Panne.

### Arrivées et départs
| Arrivées           | Équipe 2016          |
| ------------------ | -------------------- |
| Tim Ariesen        | SEG Racing Academy   |
| Martijn Budding    | Rabobank Development |
| Pim Ligthart       | Lotto-Soudal         |
| Jeroen Meijers     | Rabobank Development |
| Jens Mouris        | Drapac               |
| Elmar Reinders     | Jo Piels             |
| Oscar Riesebeek    | Metec-TKH-Mantel     |
| Martijn Tusveld    | Rabobank Development |
| Taco van der Hoorn | Join-S-De Rijke      |
| Coen Vermeltfoort  | Join-S-De Rijke      |

| Départs            | Équipe 2016                    |
| ------------------ | ------------------------------ |
| Marc de Maar       | Wisdom-Hengxiang               |
| Huub Duyn          | Verandas Willems-Crelan        |
| Reinier Honig      | Vorarlberg                     |
| Johnny Hoogerland  | retraite                       |
| Tim Kerkhof        | Destil-Jo Piels                |
| Michel Kreder      | Aqua Blue Sport                |
| Wesley Kreder      | Wanty-Groupe Gobert            |
| Maurits Lammertink | Katusha-Alpecin                |
| Barry Markus       | Pauwels Sauzen-Vastgoedservice |
| Kai Reus           | retraite                       |
| Ivar Slik          | Monkey Town Continental        |
| Antwan Tolhoek     | Lotto NL-Jumbo                 |

## Coureurs et encadrement technique

### Effectif

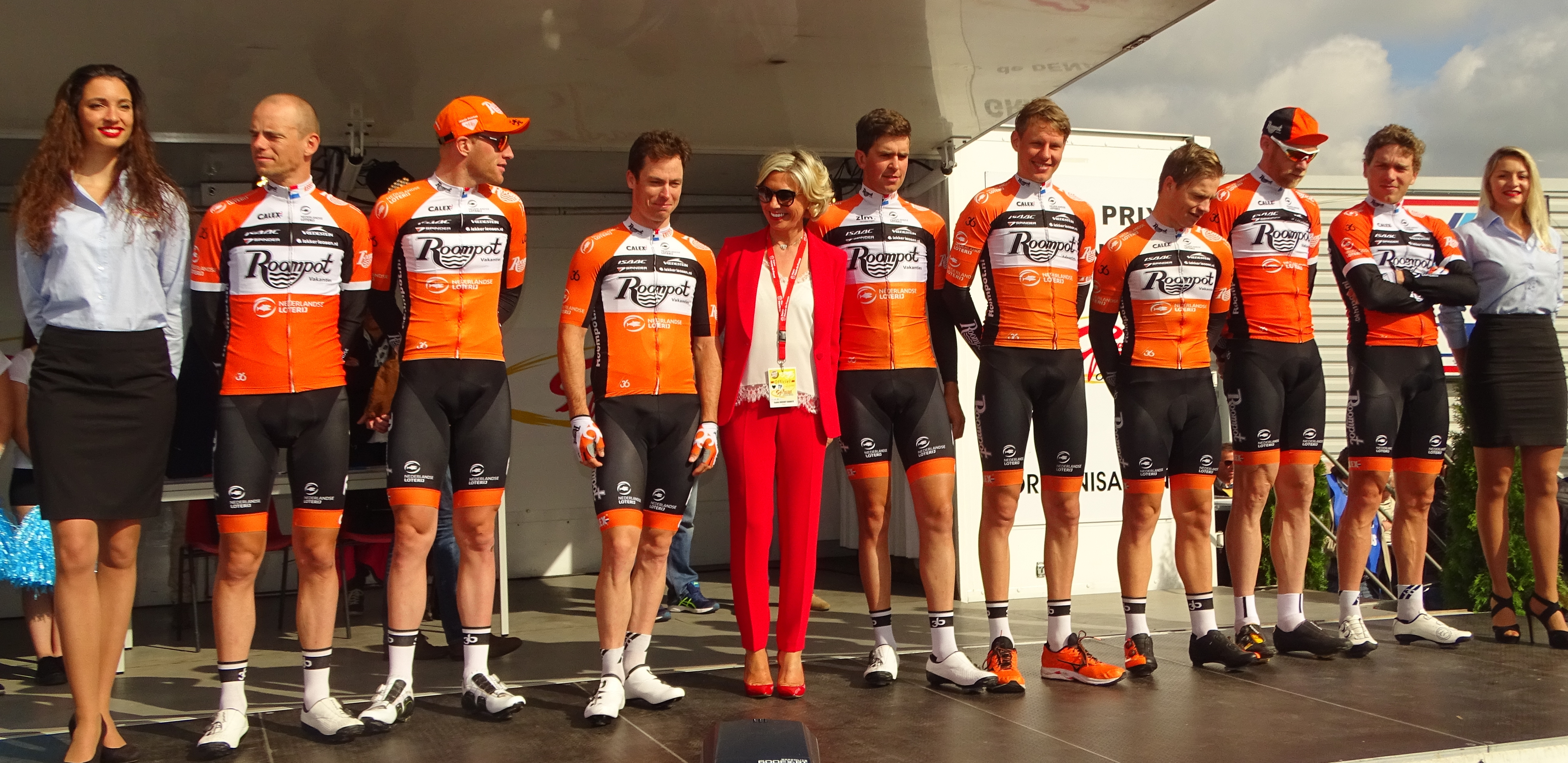
L'équipe Roompot-Nederlandse Loterij lors du Grand Prix de Denain.

| Cycliste            | Date de naissance | Nationalité | Équipe 2016            |  |
| ------------------- | ----------------- | ----------- | ---------------------- |  |
| Tim Ariesen         | 20 mars 1994      | Pays-Bas    | SEG Racing Academy     |  |
| Jesper Asselman     | 12 mars 1990      | Pays-Bas    | Roompot-Oranje Peloton |  |
| Martijn Budding     | 31 août 1995      | Pays-Bas    | Rabobank Development   |  |
| Berden de Vries     | 10 mars 1989      | Pays-Bas    | Roompot-Oranje Peloton |  |
| Raymond Kreder      | 26 novembre 1989  | Pays-Bas    | Roompot-Oranje Peloton |  |
| Pim Ligthart        | 16 juin 1988      | Pays-Bas    | Lotto-Soudal           |  |
| André Looij         | 25 mai 1995       | Pays-Bas    | Roompot-Oranje Peloton |  |
| Jeroen Meijers      | 12 janvier 1993   | Pays-Bas    | Rabobank Development   |  |
| Jens Mouris         | 12 mars 1980      | Pays-Bas    | Drapac                 |  |
| Elmar Reinders      | 14 mars 1992      | Pays-Bas    | Jo Piels               |  |
| Oscar Riesebeek     | 23 décembre 1992  | Pays-Bas    | Metec-TKH-Mantel       |  |
| Martijn Tusveld     | 9 septembre 1993  | Pays-Bas    | Rabobank Development   |  |
| Taco van der Hoorn  | 4 décembre 1993   | Pays-Bas    | Join-S-De Rijke        |  |
| Nick van der Lijke  | 23 septembre 1991 | Pays-Bas    | Roompot-Oranje Peloton |  |
| Etienne van Empel   | 14 avril 1994     | Pays-Bas    | Roompot-Oranje Peloton |  |
| Sjoerd van Ginneken | 6 novembre 1992   | Pays-Bas    | Roompot-Oranje Peloton |  |
| Brian van Goethem   | 16 avril 1991     | Pays-Bas    | Roompot-Oranje Peloton |  |
| Coen Vermeltfoort   | 11 avril 1988     | Pays-Bas    | Join-S-De Rijke        |  |
| Pieter Weening      | 5 avril 1981      | Pays-Bas    | Roompot-Oranje Peloton |  |

## Bilan de la saison

### Victoires
| Date       | Course                      | Pays     | Classe | Vainqueur          |
| ---------- | --------------------------- | -------- | ------ | ------------------ |
| 19/05/2017 | 3e étape du Tour de Norvège | Norvège  | 2.HC   | Pieter Weening     |
| 27/8/2017  | Coupe Sels                  | Belgique | 1.1    | Taco van der Hoorn |

### Résultats sur les courses majeures
Les tableaux suivants représentent les résultats de l'équipe dans les principales courses du calendrier international dans lesquelles l'équipe bénéficie d'une invitation (les cinq classiques majeures et les trois grands tours). Pour chaque épreuve est indiqué le meilleur coureur de l'équipe, son classement ainsi que les accessits glanés par Roompot-Nederlandse Loterij sur les courses de trois semaines.

#### Classiques
| Classique            | Milan-San Remo | Tour des Flandres  | Paris-Roubaix | Liège-Bastogne-Liège | Tour de Lombardie |
| -------------------- | -------------- | ------------------ | ------------- | -------------------- | ----------------- |
| Coureur (classement) | Non invitée    | Pim Ligthart (29e) |               |                      |                   |

#### Grands tours
| Grand tour           | Tour d'Italie | Tour de France | Tour d'Espagne |
| -------------------- | ------------- | -------------- | -------------- |
| Coureur (classement) | Non invitée   | Non invitée    | Non invitée    |
| Accessits            | -             | -              | -              |